# Glossosoma ussuricum
Glossosoma ussuricum är en nattsländeart som först beskrevs av Martynov 1934.  Glossosoma ussuricum ingår i släktet Glossosoma och familjen stenhusnattsländor. Inga underarter finns listade i Catalogue of Life.